# Les Falles
Les Falles (Las Fallas på spanska) är den enskilt största festligheten (festa på valencianska, fiesta på spanska) i Valencia. Den arrangeras årligen under mars månad.

## Beskrivning
Festligheterna varar från den 15 till den 19 mars och hålls till regionens skyddshelgon Sankt Josefs ära. Den 19 mars är Sankt Josefsdagen. Men redan den 1 mars börjar man hetta upp stämningen med aktiviteter och arrangemang som mascletades (mascletadas på spanska) och petards (petardos på spanska), det vill säga knallfyrverkerier ("smällare") och tunga smatterband.
I programmet ingår L'Ofrena de flors- blomsteroffer till Virgen de los Desamparados (Jungfrun av de vårdbehövande, den 17 och 18 mars) . Mer än 100 000 medlemmar i de olika Fallas föreningar tar del i en parad genom gatorna i Valencia i traditionella dräkter. De tar med sig röda, rosa eller vita nejlikor. Blommorna erbjuds till Virgen de los Desamparados på la Plaza de la Virgen. På torget upprättas en gigantisk träram som visar Marias huvud. Blommorna överlämnas till en grupp av kvinnor och män som sedan fäster den till ramverket. Inom två dagar förändras Marias nakna träkropp i en vacker blomsterkappa.
Les Falles kulminerar då stora papier-maché-figurer (betitlade falles; fallas på spanska) natten mellan 19 och 20 (under la Nit del Foc – Eldnatten) mars bränns upp (la cremà – "bränningen").
Varje stadsdel har en organiserad grupp av människor – Casal Faller – som året runt håller insamlingar, fester och middagar. Där ingår oftast den berömda lokala maträtten paella. En Casal Faller, även benämnd comissió fallera (comissions falleres i plural), står också för bygget av falla-konstruktionen.
Ett antal städer i Valencia-regionen har liknande festligheter inspirerade av originalet i Valencia.

## Bildgalleri

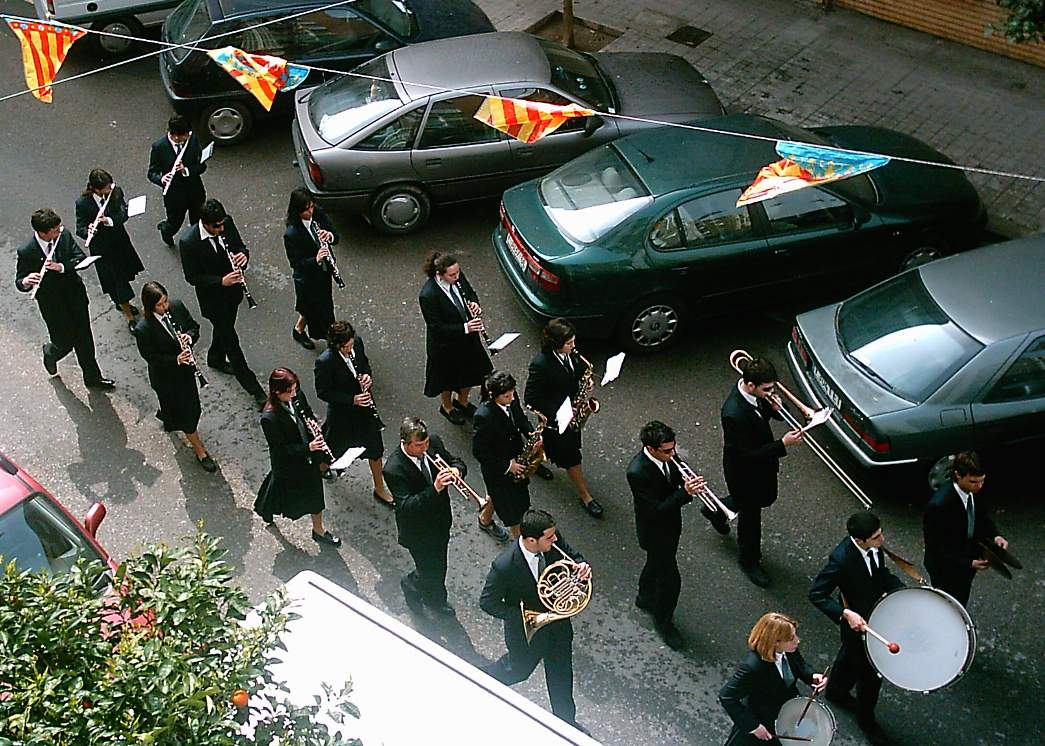
La despertà: en blåsorkester marscherar genom en liten gata en tidig morgon.
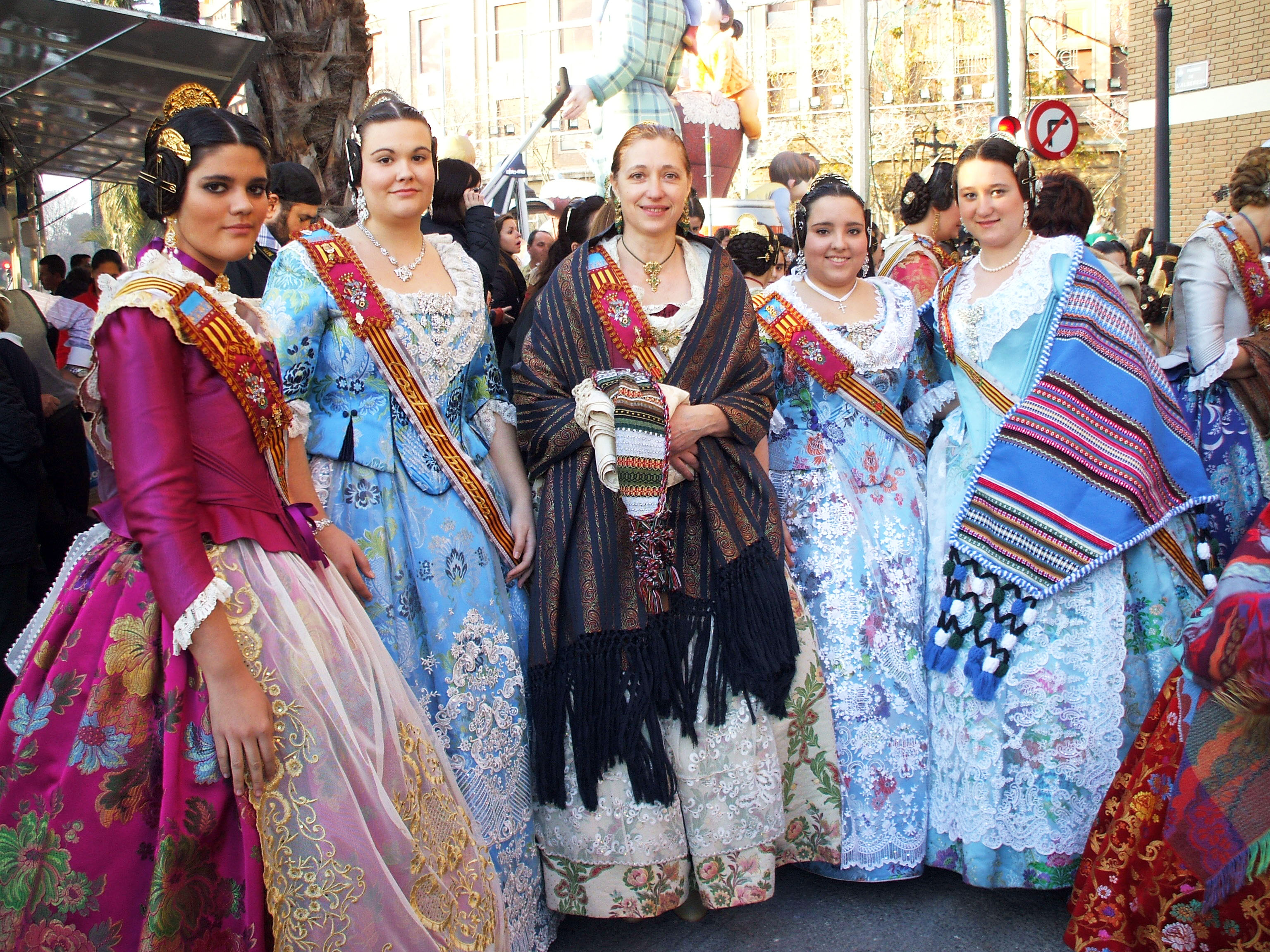
Falleres under replegà.
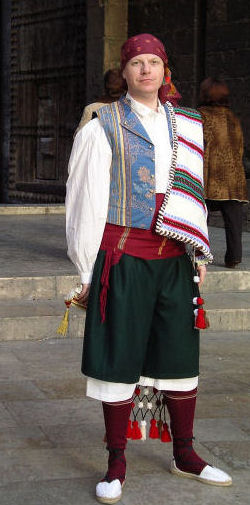
Traditionell Saragüells-kostym för män.
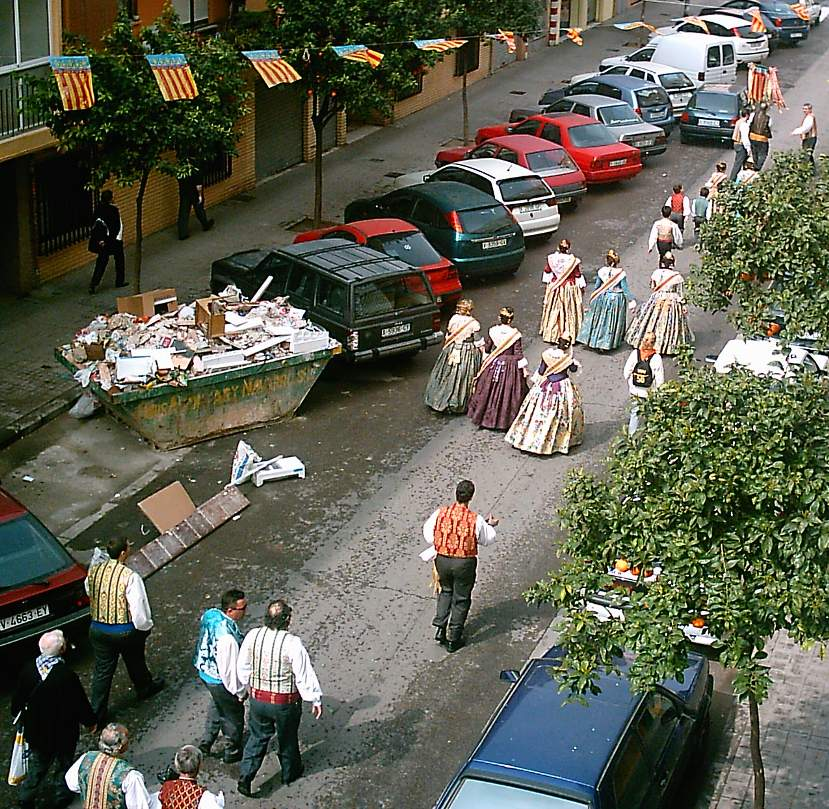
Falleres i sina dräkter marscherar med orkestern.
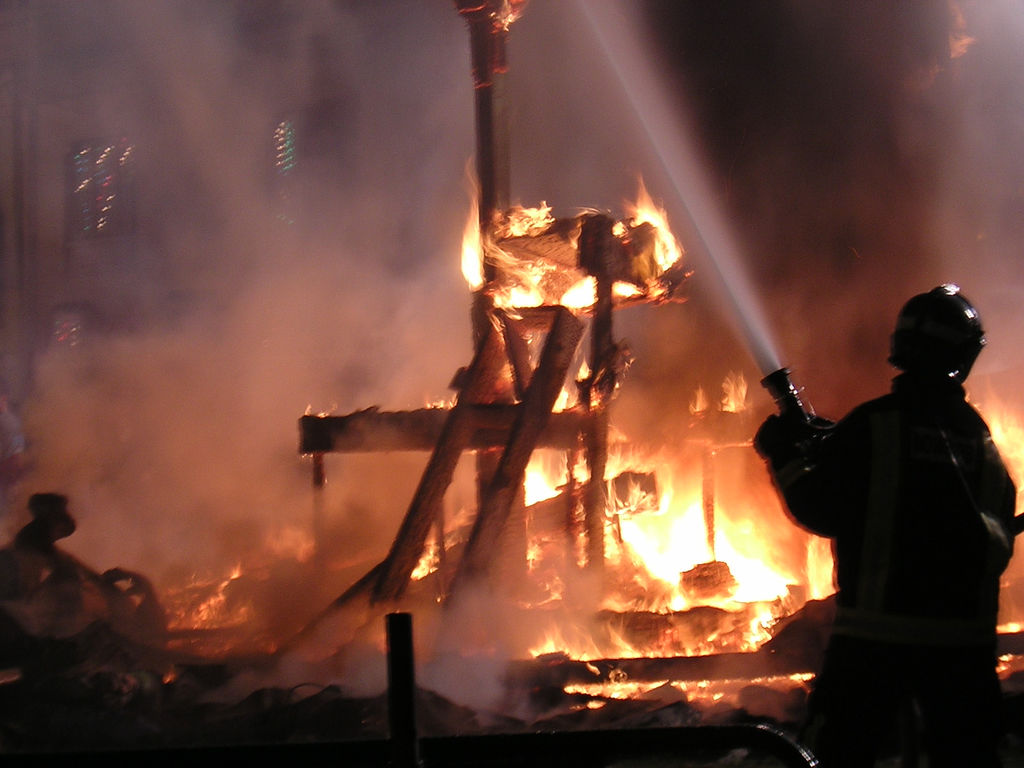
La cremà, 2002.
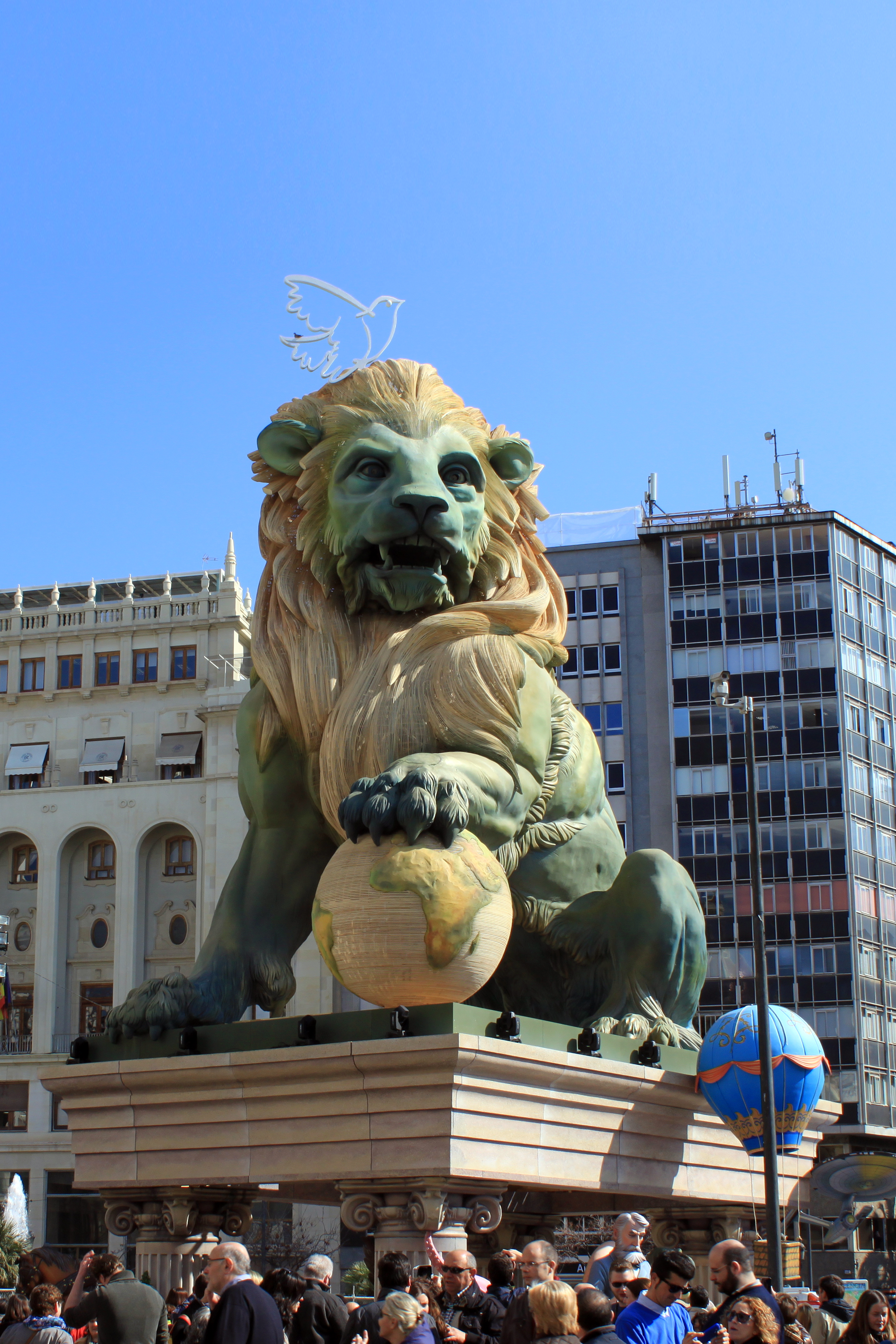
Kommunen Valencias Falla, 2015.
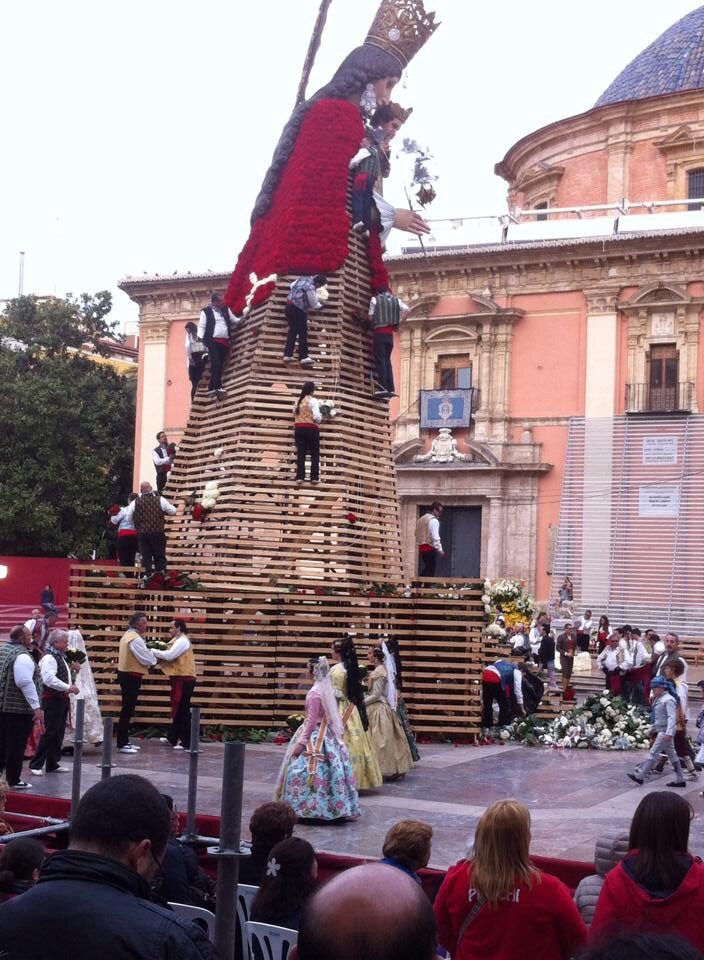
Virgen de los Desamparados blomsterkappa, 17 mars 2015.